# 大島脩平
大島 脩平（おおしま しゅうへい、1988年9月16日 - ）は、日本のラグビー選手。

## プロフィール
- 京都府出身。
- ポジションはウィング(WTB)。
- 身長: 180 cm、体重: 82 kg
- ニックネームはしゅうへい、シューズ。
- U20日本代表[1]や日本A代表[2]に選ばれたことがある。

## 略歴
13歳からラグビーを始めた。
2007年、京都成章高校卒業後、関東学院大学に入学する。なお京都成章高校時代、高校日本代表に選ばれた。
2010年、関東学院大学ラグビー部の主将に就任した。
2011年、関東学院大学卒業後、東芝ブレイブルーパスに加入。同年11月25日に行われたジャパンラグビートップリーグ第8節の神戸製鋼コベルコスティーラーズ戦に途中出場で公式戦初出場を果たす。 
2014年、東芝ブレイブルーパスの副将に就任した。
2020年、東芝ブレイブルーパスを退団した。